# Karl Junek
Karl Anton Junek (2. března 1807 Horní Libchava – 3. září 1887 Praha) byl rakouský státní úředník a politik německé národnosti z Čech, v 60. letech 19. století poslanec Českého zemského sněmu.

## Biografie
Studoval práva. Získal titul doktora práv. V září 1828 nastoupil u pražské finanční prokuratury coby konceptní praktikant. V roce 1830 nastoupil k dvorní komorní prokuratuře jako konceptní praktikant, od roku 1836 coby aktuár. Od roku 1849 zastával funkci adjunkta u fiskálního úřadu. Od roku 1854 byl místodržitelským radou. Roku 1862 mu byl udělen titul dvorního rady. Roku 1865 odešel do penze. Od roku 1867 do roku 1883 zastával post komisaře u Severní dráhy. Byl známý i jako znalec umění, zejména hudby. V letech 1867–1870 byl obecním starším v Praze.
V 60. letech se zapojil i do vysoké politiky. V zemských volbách v březnu 1867 byl zvolen na Český zemský sněm, kde zastupoval kurii městskou, obvod Praha-Malá Strana. Byl přísedícím zemského výboru.
Zemřel v září 1887 ve věku 81 let na marasmus. Dlouhodobě trpěl srdeční chorobou.